# Dzikan rzeczny
Dzikan rzeczny (Potamochoerus porcus) – gatunek ssaka parzystokopytnego z rodziny świniowatych (Suidae). Waży od 45 do 115 kg, będąc najmniejszym świniowatym Afryki. Wyróżnia się kolorowym ubarwieniem z charakterystyczną maską. Futro na tułowiu rudopomarańczowe. Jeden z dwóch przedstawicieli rodzaju dzikan oprócz dzikana zaroślowego. Żyje w grupach liczących 6–20 osobników z jednym dorosłym samcem. Ciąża trwa 4 miesiące, a dojrzałość płciowa następuje w wieku 2 lat. Spożywa głównie korzenie i bulwy, ale też owoce, padlinę i małe zwierzęta. Żyje w Afryce. Nie zagraża mu wyginięcie.

## Genetyka
Kariotyp liczy 34 chromosomy. Jest to mniej niż u pewnych innych przedstawicieli rodziny, zwłaszcza z rodzaju świnia, dysponujących 36–38 chromosomami.

## Budowa

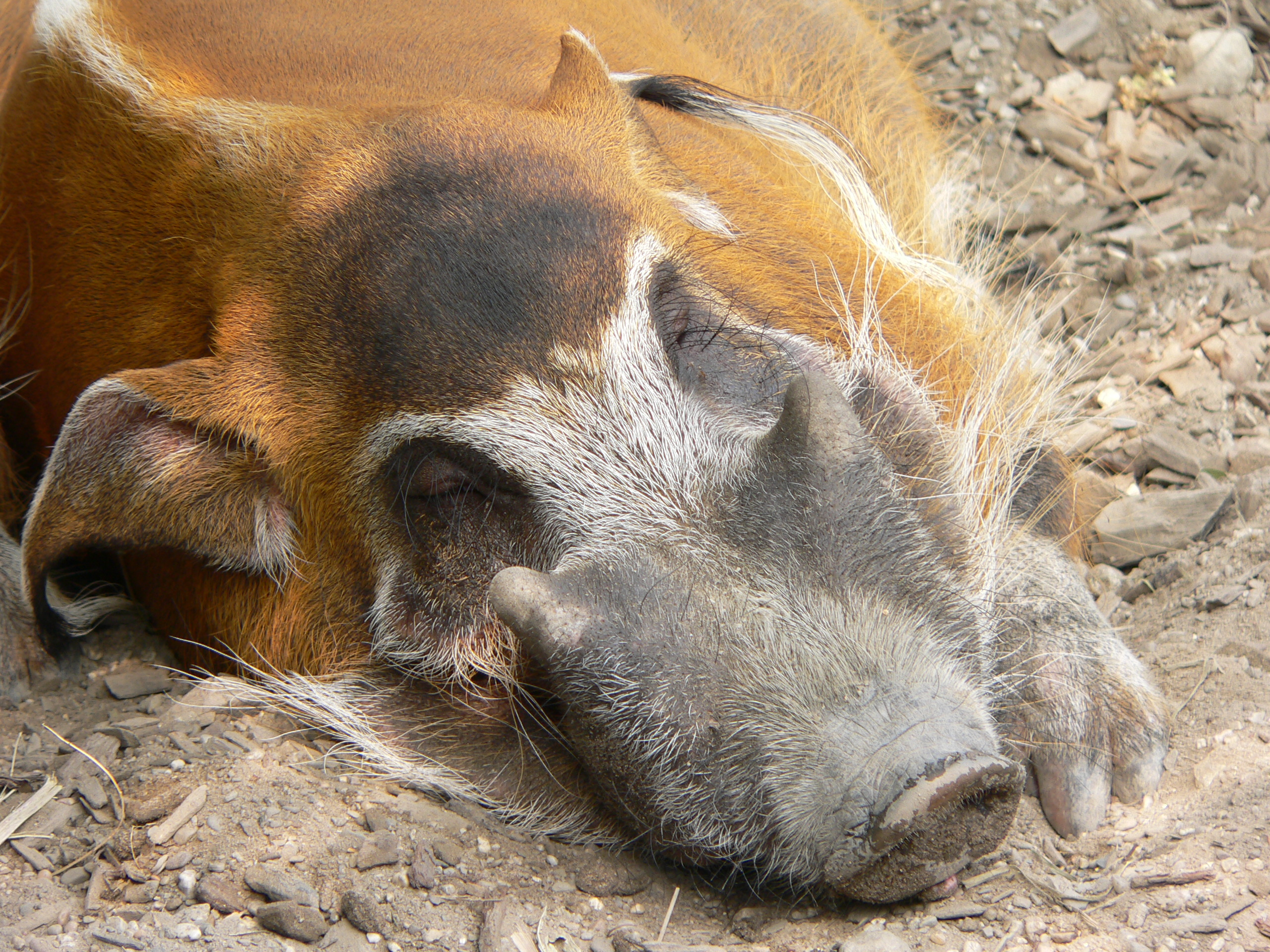
Pysk dzikana rzecznego zdobi charakterystyczna maska

Długość głowy i ciała wynosi około 100–145 cm, natomiast ogona – między 30 cm i 40–45 cm. Osobniki dorosłe osiągają od 50–55 cm do 80–90 cm wysokości w kłębie. Masa dorosłych świń waha się w granicach od 45–46 kg do 115–130 kg. Noworodek waży poniżej 1 kg. Długość czaszki odyńca wynosi 32,7–40,5 cm, lochy zaś 26,9–37,8 cm. Wymiary te czynią dzikana rzecznego najmniejszym z afrykańskich świniowatych. Największym jest dzikacz leśny.
Ciało jest krótkie, bocznie spłaszczone. Dzikan rzeczny uchodzi też za najbardziej kolorowego z afrykańskich świniowatych. Jego skórę porasta rudopomarańczowe futro. Pośrodkowo grzbietem przebiega grzebień białych włosów, sięgający z przodu głowy, a z tyłu ogona. Zwierzę stroszy je w razie pobudzenia. Większość włosów jest krótkich, dłuższe porastają szczęki i boki ciała. Najbardziej spektakularnie ubarwiona jest głowa dzikana rzecznego. Pysk jest szary, policzki z wibrysami i brwi białe, podobnie białe pęki włosów wieńczą małżowiny uszne, na pysku, szczękach, uszach i czole występują ponadto czarne znaczenia. Czyni to wrażenie kontrastującej maski. Prosięta ubarwione są ciemnobrązowo, występuje u nich maska twarzowa, tułów zdobią układające się w podłużne rzędy żółte plamy. U większości świniowatych młode noszą charakterystyczne pręgi.
Przód szczęki i żuchwy zajmują po 3 siekacze. Występują dalej po jednej parze niewielkie, ostre kły. Zarówno samce, jak i samice posiadają dwie pary kłów: średnia długość górnych wynosi 76 mm, a dolnych – 180 mm. Przedtrzonowców jest w szczęce 4, w połówce żuchwy 3. Trzonowce są po 3.

## Systematyka

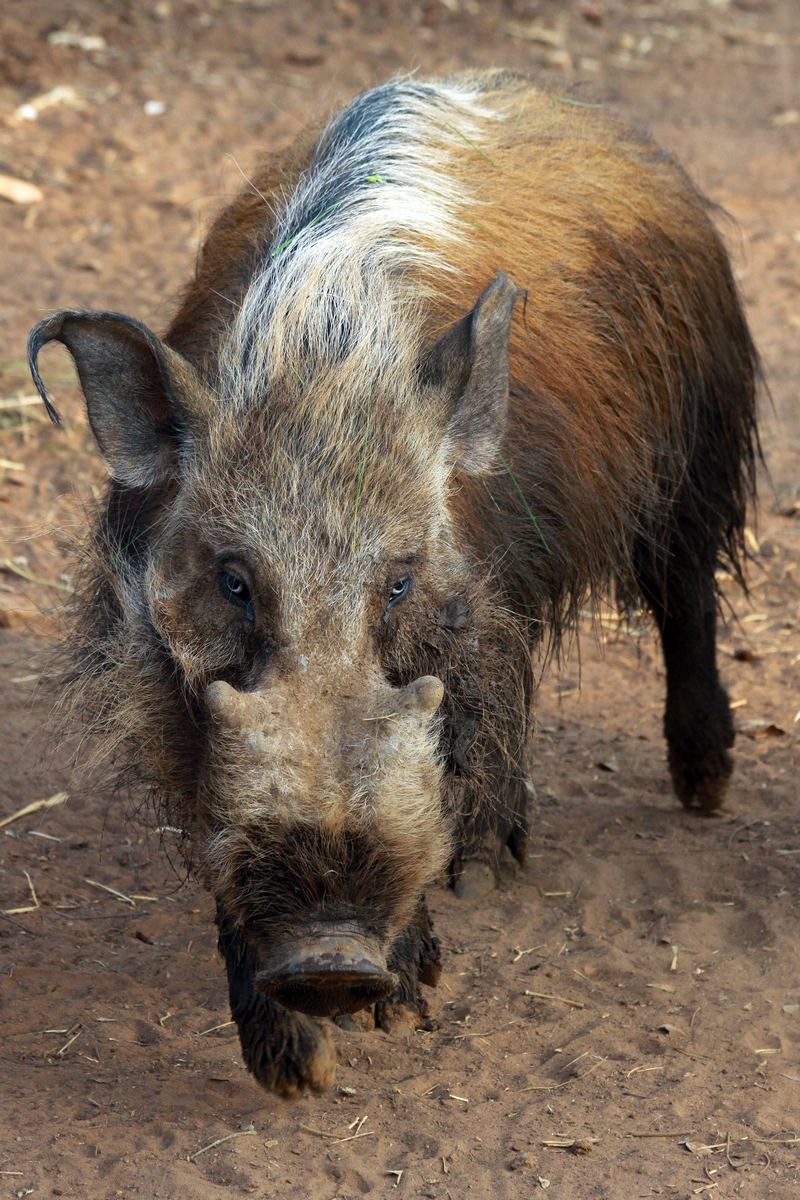
Drugim gatunkiem z tego samego rodzaju dzikan jest dzikan zaroślowy

Dzikan rzeczny opisany został przez Linneusza w 1758 pod nazwą Sus porcus, a więc w rodzaju Sus, czyli świnia. Jako miejsce typowe podał Linneusz habitat in Africa, dookreślone jako Afryka Zachodnia. Klasyfikacja ta została później zmieniona. Obecnie gatunek umieszczany jest w rodzaju Potamochoerus, czyli dzikan, kreowanym piórem Graya w 1854. Prócz dzikana rzecznego obejmuje on jeszcze drugi gatunek, dzikana zaroślowego.
Dzikan rzeczny należy do rodziny świniowatych, obejmującej 18 współczesnych gatunków. W obrębie tej rodziny podrodzina Suinae pojawiła się w epoce miocenu. Podzieliła się ona później na kilka plemion, w tym Suini i Potamochoerini, a także wymarłe Hippomyini czy Phacochoerini. Status Babirusini jest niejednoznaczny, niekiedy wyłącza się je w ogóle ze świniowatych. Plemię Potamochoerini obejmuje wymarłe rodzaje Kolpochorus i Propotamochoerus oraz współczesne dzikan (Potamochoerus) oraz dzikacz, czyli Hylochoerus, z jednym gatunkiem dzikacz leśny. Dzikan obejmuje natomiast wspomniane wyżej dwa gatunki: dzikan zaroślowy i dzikan rzeczny.
Podgatunków nie wyróżnia się. Nie istnieje bowiem zmienność wystarczająca do ich wyodrębnienia.

## Tryb życia

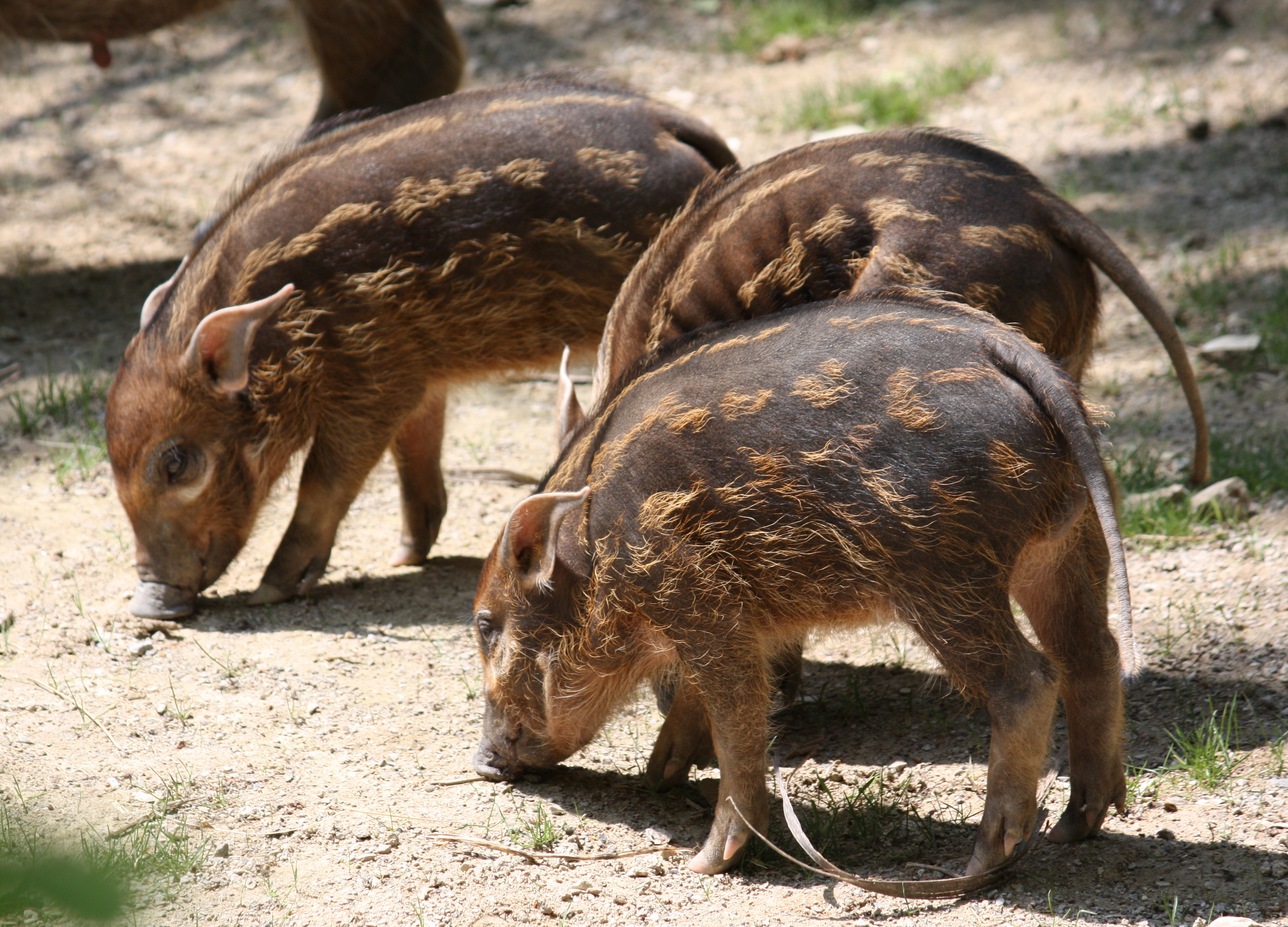
Prosięta noszą charakterystyczne dla świniowatych pasiaste ubarwienie

Świniowate rozmnażają się szybko. Dzikan rzeczny osiąga dojrzałość płciową w wieku od półtora do dwóch lat. Gotowe do rozrodu samce konkurują ze sobą o samice. Prezentują swe walory, przyjmując szereg charakterystycznych postaw. Samce walczą między sobą, zderzając się łbami, dźgając się nawzajem kłami i smagając ogonami. Ciąża trwa około 120–127 dni i kończy się od lutego do marca (Nigeria) czy też w grudniu–styczniu (Gabon) przyjściem na świat od jednego do sześciu młodych. Najczęściej jednak miot liczy sobie cztery osobniki. W niewoli samica może rodzić nawet dwa razy w roku. Młode ważą od 650 do 900 g. Zarówno matka, jak i ojciec opiekują się potomstwem. Przez pierwsze 10–15 dni swego życia pozostają pod opieką matki w kryjówce, w której się urodziły, gnieździe w ziemi wypełnionym liśćmi i trawą. Maciora karmi je mlekiem przez 2–4 miesiące.
Długość życia 10–15 lat.
Aktywność dzikana rzecznego przypada na wieczór. Wtedy żeruje. Dzień woli spędzać śpiąc, skryty w norze wśród gęstej roślinności.
Zwierzęta te spotyka się w grupach. Wataha liczy od 6 do 20 zwierząt, licząc zwykle tylko jednego odyńca pośród kilku samic, podrostków i młodych. Napotkane, ratują się ucieczką, jednak w dalszym ciągu niepokojone, osaczone bądź ranne odyńce nie wahają się zaatakować, podobnie jak to samce innych świniowatych również mają w zwyczaju. W obliczu zagrożenia prosięta przywierają do ziemi i zamierają, podczas gdy dorośli członkowie grupy ponoszą ciężar ich ochrony. Natomiast dorastające samce są przeganiane z zajmowanego przez rodzinę terenu przez ich ojca. Zwierzęta te wydają szeroki wachlarz dźwięków, w tym miękkie chrumknięcia, ponadto odyńce ocierają się o drzewa i znaczą je kłami.
Dzikan wiedzie częściowo wędrowny tryb życia. Nawet zajmując dane miejsce, przemieszcza się po dużym obszarze, a miejsce żerowania i spania dzielą niekiedy ponad 4 km. Dziennie pokonuje od 3 do 6 km. Jak inne świniowate, dobrze pływa i nie waha się przepływać dużych rzek. Lubi też taplać się w błocie, co także nie odróżnia go od innych świniowatych.

## Rozmieszczenie geograficzne
Dzikan rzeczny zamieszkuje pas lasów tropikalnych w Afryce przebiegający od Senegalu i Gwinei Bissau do północnego zachodu Ugandy i wschodniej DRK, osiągając północ Angoli (Kabindę). Niepewne jest występowanie dzikana rzecznego na południu dawnego Sudanu i na południowym zachodzie Etiopii, nie ma obecnych doniesień z Czadu i Gambii. Niemniej autorzy spekulują, że jego zasięg może być w rzeczywistości większy i że dzikan rzeczny może też zasiedlać kraje sąsiadujące z wyżej wymienionymi. IUCN wymienia następujące kraje występowania zwierzęcia: Benin, Kamerun, Kongo, Demokratyczna Republika Konga, Gabon, Ghana, Gwinea, Gwinea Bissau, Gwinea Równikowa, Liberia, Mali, Nigeria, Republika Środkowoafrykańska, Senegal, Sierra Leone, Sudan Południowy, Togo, Uganda, Wybrzeże Kości Słoniowej.

## Ekologia

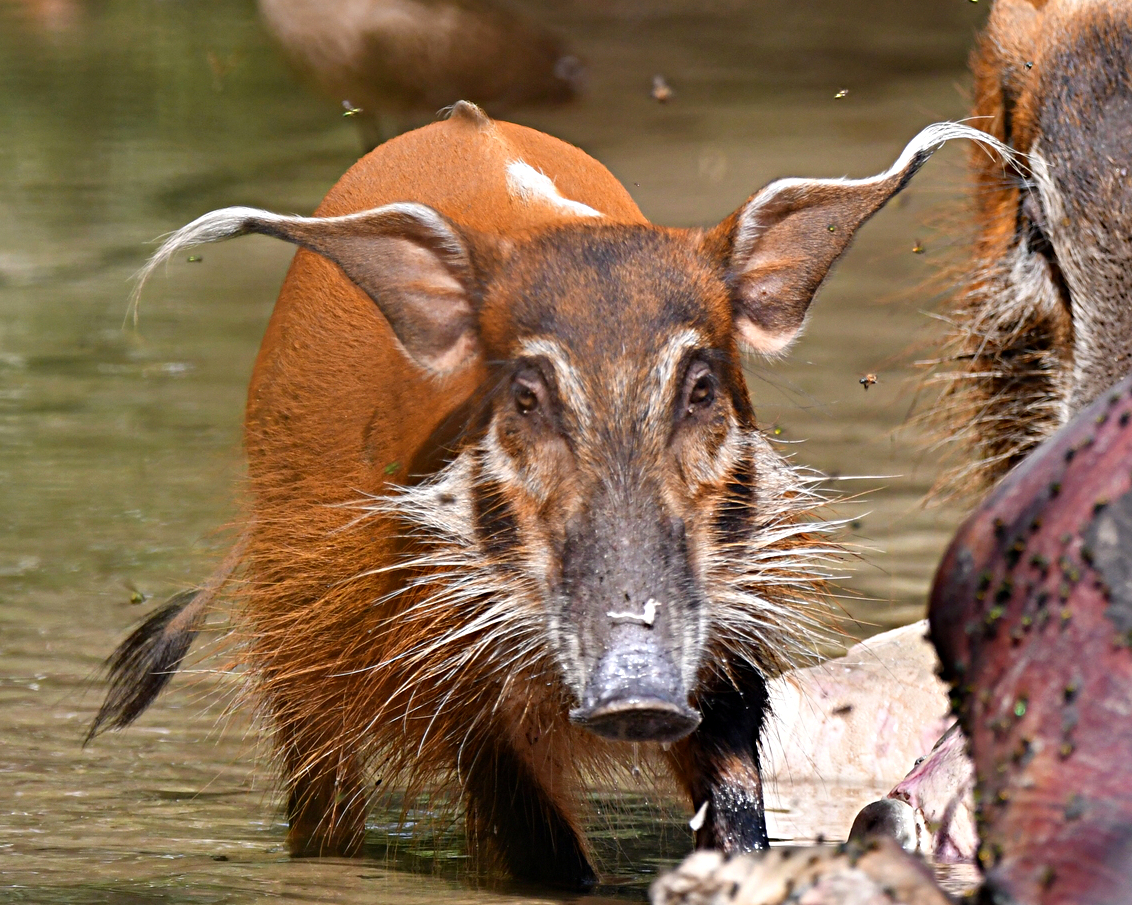
Dzikan rzeczny świetnie pływa i lubi tereny podmokłe

Dzikany rzeczne zamieszkują lasy tropikalne, zwłaszcza las galeriowy i obrzeża bagien okolone pierwotnym lasem o bujnej roślinności. Zapuszczają się także w okoliczne suche lasy, na sawanny drzewiaste, a nawet tereny użytkowane rolniczo, ku niezadowoleniu rolników. Jak inne świniowate, dzikan rzeczny z łatwością przystosowuje się do nowych warunków. Dobrze radzi sobie w siedliskach antropogenicznych, korzysta z odrastającego po deforestacji lasu. Zagęszczenie osiąga różne, zwykle od 1 do 6 zwierząt na km², niemniej w Parku Narodowym Lopé naliczono ich aż 18 na km². Jego rozprzestrzenianie natomiast ogranicza obecność dzikacza leśnego.
Jak inne świniowate, dzikany rzeczne są wszystkożercami. Większą część ich diety stanowi pokarm roślinny. Preferując korzenie i bulwy, nie pogardzają trawą, cebulami czy owocami, w tym orzechami, grzybami, a także roślinami wodnymi. Potrafią podążać za ptakami owocożernymi czy naczelnymi, by żywić się znalezionymi przez nie na drzewach owocami. Nie przeszkadzają im twarde skorupy, które z głośnym dźwiękiem rozłupują, dostając się do środka owoców na przykład Caula edulis czy Irwingia gabonensis. Narażają się przez to na drapieżnictwo, a także ujawnienie się innych konsumentów owoców. Szczególnie perlice mają w zwyczaju wędrować za dzikanami rzecznymi. W poszukiwaniu korzeni świniowate te drążą w ziemi, potrafiąc dokonywać istotnych szkód w plonach. Ich przysmakiem są nasiona drzewa gatunku Balanites wilsoniana, których poszukują w odchodach słoni. Przyjmują także pokarm zwierzęcy, w tym padlinę, ale też rozmaite niewielkie zwierzęta, żywiąc się jajami ptaków, ślimakami, małymi gadami. W poszukiwaniu sezonowo dostępnego pokarmu dzikany rzeczne migrują.
Z drugiej strony dzikan rzeczny pada ofiarą drapieżników. Poluje na niego lampart (w Parku Narodowym Lopé dzikany rzeczne stanowią piątą część masy jego ofiar) i człowiek rozumny, rzadziej lew afrykański i krokuta cętkowana, a z gadów pytony.
Zbadano florę jelitową tego świniowatego. Znaleziono Bifidobacterium takie jak Bifidobacterium boum, Bifidobacterium thermoacidophilum, Bifidobacterium porcinum (więcej bakterii tego rodzaju u młodszych zwierząt), Bacteroidetes, Oscillospirales, Spirochaetales.
Dzikan rzeczny pada ofiarą przenoszonego przez kleszcze wirusa powodującego afrykański pomór świń. Krążenie wirusa między kleszczem Ornithodoros moubata a guźcem i dzikanem rzecznym utrudnia eradykację patogenu.

## Zagrożenia i ochrona

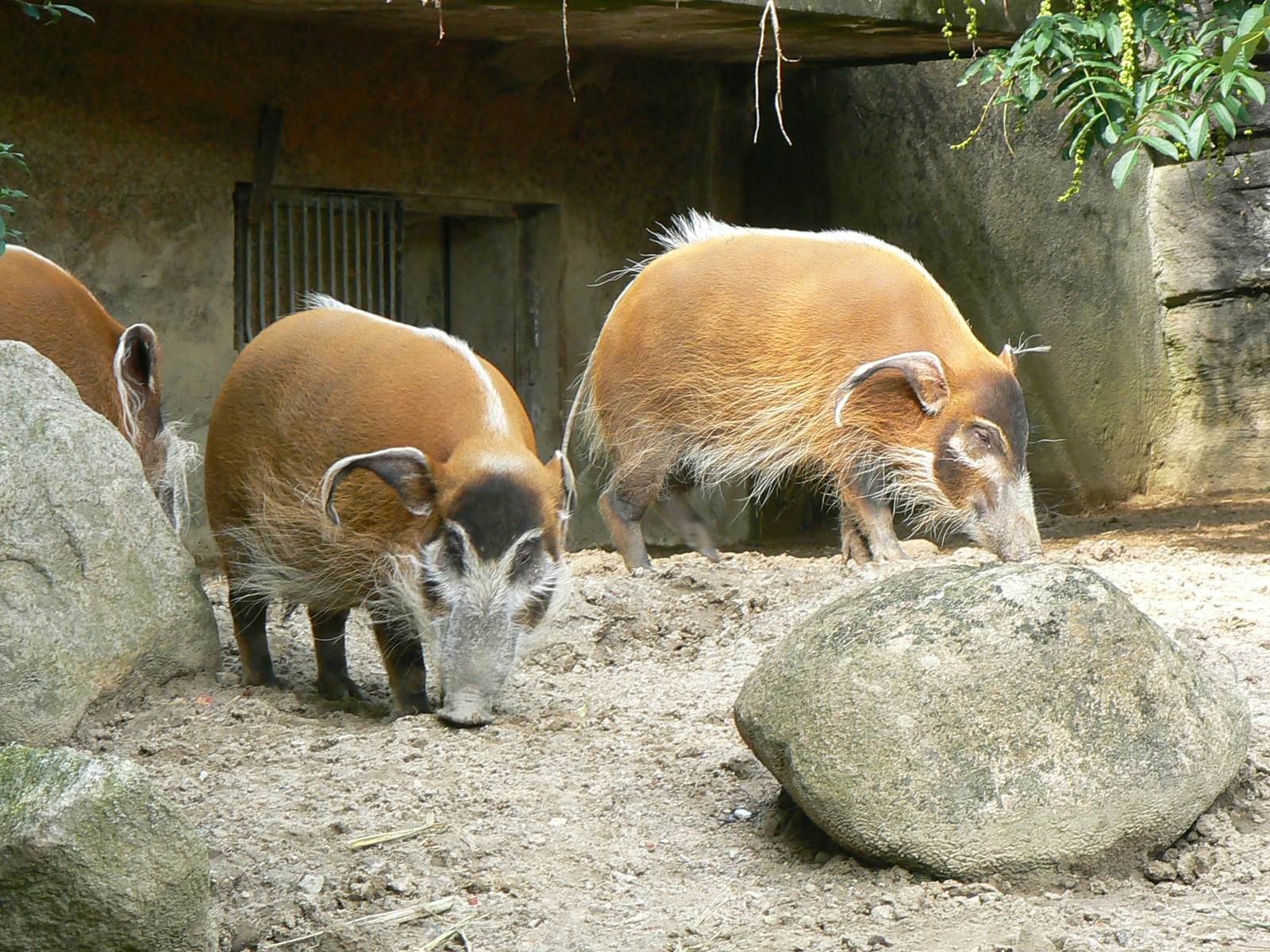
Dzikany rzeczne w zoo w Hamburgu

W Czerwonej księdze gatunków zagrożonych IUCN dzikan rzeczny klasyfikowany jest jako gatunek najmniejszej troski, co uzasadnia się m.in. szerokim zasięgiem występowania i istotną liczebnością. Gatunek uwzględniono po raz pierwszy w 1998, oceniając go jako gatunek najmniejszego ryzyka, w 2008 dokonano kolejnej oceny z analogiczną klasyfikacją, co powtórzono w ostatniej ocenie z 2016.
Głównym drapieżnikiem dzikanów rzecznych jest lampart, jednak dzięki redukcji populacji tych kotów populacja Potamochoerus porcus znacznie się rozrosła w ostatnich latach. Niemniej obecnie liczebność spada. 
W chwili obecnej największym zagrożeniem dla tego gatunku są polowania organizowane ze względu na jego negatywny wpływ na agrokulturę. Duże stada dzikanów rzecznych mogą powodować znaczne straty na polach uprawnych. Ponadto zwierzęta te są nosicielami chorób zakaźnych, takich jak afrykański pomór świń, co w połączeniu z ich częstą obecnością w okolicach ludzkich osad, może skutkować poważnymi stratami wśród zwierząt hodowlanych. Poluje się też na niego dla mięsa, zarówno na użytek własny, jak i na sprzedaż. W Gabonie stanowi około 40% sprzedawanej dziczyzny, w basenie Konga obok dujkerów należy do najbardziej eksploatowanych gatunków. Zwiększenie zapotrzebowania na mięso i dostępności broni palnej może doprowadzić do wytrzebienia dzikanów w basenie Konga.
Dzikan rzeczny jest potencjalnym źródłem żywności. Sugeruje się, że możliwe byłoby jego udomowienie. W eksperymentalnej hodowli obserwowano istotny stres i niską przeżywalność młodych w niewoli, od 11 do 57%, z drugiej strony dzikan rzeczny łatwo przystosowuje się do nowych warunków i obecności ludzkiej.